# Ivan Asen II.
Ivan Asen II. (bolgarsko  Иван Асен II, Ivan Asén II) je bil bolgarski cesar (car), ki je vladal od leta 1218 do 1241, * ni znano, † 24. junij 1241.

## Zgodnje vladanje
Bil je sin carja Ivana Asena I. in Elene (Evgenije). Za Eleno se je včasih domnevalo, da je hčerka srbskega velikega kneza Štefana Nemanje, kar je malo verjetno, ker bi takšna poroka povzročila kanonske zadržke zaradi bližnjega sorodstva. Ivanov oče je bil eden od dveh ustanoviteljev dinastije Asenovcev. Bolgarija je bila med vladavino Ivana Asena II. od leta 1230 do 1241 dominantna sila na Balkanu.
Po smrti strica Kalojana leta 1207 si je prestol prilastil Ivanov bratranec Boril in Ivana Asena  prisilil, da je pobegnil  v rusko Gališko-volinsko kneževino. Leta 1218 se je s podporo domačega plemstva vrnil, strmoglavil svojega bratranca in se kronal za cesarja. Po utrditvi oblasti se je lotil osvajanja ozemlja, ki ga je država izgubila med Borilovo vladavino.

## Začetni odnosi s sosednjimi državami
Z vrnitvijo kralja Andreja II. Ogrskega iz pete križarske vojne leta 1218 se je (verjetno leta 1221) ponudila  priložnost za poroko z ogrsko princeso Ano Marijo in vrnitev ozemlja okrog Beograda kot njene dote. Ivan Asen II. je sklenil zavezništvo tudi z epirskim despotom Teodorjem Komnenom Dukasom na jugu, čeprav je slednji razširil svojo oblast nad več z Bolgari naseljenimi ozemlji, vključno z Ohridom. Zavezništvo so utrdili s poroko hčerke Ivana Asena II. s Teodorjevim bratom Manuelom.
Po smrti latinskega cesarja Roberta Courtenayskega leta 1128 so mogotci v Konstantinoplu v Ivanu Asenu II. videli mogočega regenta ali varuha mladoletnega prestolonaslednika Balduina II.. Teodor Epirski je že pred tem leta 1224  osvojil  latinski Solun, kjer ga je avtokefalni ohridski nadškof kronal za cesarja. Za Solunom je osvojil še Odrin in neposredno ogrozil Konstantinopel. Ker se je bal intervencije Ivana Asena II. v Latinskem cesarstvu, je prelomil mirovno pogodbo in se s svojo vojsko, vključno s številnimi zahodnimi najemniki, leta 1230  obrnil proti severu v Bolgarijo. Izročilo pravi, da je Ivan Asen II. mirovno pogodbo s Teodorjem nataknil na sulico in jo nosil kot zastavo. Bolgari so Teodorjevo vojsko prestregli  in jo 9. marca 1230 v bitki pri Klokotnici popolnoma uničili. Bolgarski car je po zmagi osvobodil vse ujete nasprotnikove vojake. Zmaga je Ivanu Asenu II. omogočila prodor na Teodorjevo ozemlje in zasedbo epirskih ozemelj od Črnega morja in Odrina na vzhodu do Drača na Jadranskem morju na zahodu. K mirni predaji večine Teodorjevih trdnjav je morda pripomoglo prav humano ravnanje z ujetniki.
Ivan Asen II. je dal v spomin na bitko pri Klokotnici na enem od marmornih stebrov v cerkvi 40 mučencev v Velikem Tǎrnovem vklesati napis:
V tretji indiciji leta 6738 (1230) sem jaz, Ivan Asen, Kristusu Bogu zvest vladar in suveren Bolgarov, sin starega carja Ivana Asena, od temeljev sezidal in poslikal to sveto cerkev z imenom svetih 40 mučencev, s pomočjo katerih sem se v dvanajstem letu moje vladavine spustil v vojno z Bizantinci in porazil grško vojsko in ujel njenega cesarja Kira Teodorja Komnena skupaj z vsemi njegovimi bojarji. Zasedel sem vse njegovo ozemlje od Odrina do Drača, grško, albansko in srbsko. In mesta okrog Konstantinopla, v katerem so vladali Frizi (Latinci). Vdali so se mojemu cesarstvu, ker niso imeli nobenega drugega cesarja, razen mene. Meni gre zahvala, da so preživeli, ker je Bog tako ukazal. Brez Njega se ne zgodi nobeno dejanje in ne izreče nobena beseda. Naj mu bo večna slava, amen.

## Vpliv na Srbijo in zavezništvo z Nikejo
Njegov zanos se je izkazal kot prenagljen. Leta 1231 je latinsko regentstvo zaključilo pogajanja z Ivanom Brienskim, nekdanjim kraljem Jeruzalemskega kraljestva, ki je sprejel vlogo varuha in socesarja mladoletnega Balduina II. v Konstantinoplu.  Njegov pristanek je v Bolgariji takoj sprožil prekinitev zavezništva z Latinskim cesarstvom  in sklepanje novega z Nikejskim cesarstvom.
Leta 1234 so v državnem udaru, v katerem je sodelovala tudi Bolgarija, odstavili zeta Teodorja Epirskega Stefana Radoslava in ga zamenjali z njegovim bratom Štefanom Vladislavom I., zetom Ivana Asena II..  Z zamenjavo oblasti se je povečal bolgarski vpliv v Srbiji, čeprav obseg in vsebina odnosov nista povsem jasni. Vladi obeh držav sta sodelovali, vendar Štefan Vladislav ni za dolgo preživel tastove smrti. Leta 1242 ga je strmoglavil mlajši brat Štefan Uroš I.. 
Leta 1235 je v Tǎrnovem umrl stric srbskega kralja in srbski nadškof  Sveti Sava. Ivan Asen II. je leta 1237 je  dovolil njegovemu nečaku, da stričevo telo prenese v Srbijo.

## Invazija Ogrov in bolgarska intervencija v Latinskem cesarstvu
Zavezništvo Bolgarije z Nikejskim cesarstvom, usmerjeno proti Latinskemu cesarstvu, je izzvalo povračilne ukrepe s strani papeža in Ogrskega kraljestva. Ogri so okrog leta 1232 zasegli območje Beograda in napadli Sredec (Sofija), vendar jih je Ivanov brat Aleksander porazil. Leta 1233 so Ogri pod vodstvo bodočega kralja Béle  IV. ponovno napadli in zasegli nekaj zahodne Vlaške (Oltenija) in ustanovili banovino Severin.   Kako dolgo so ozemlje obdržali,  ni znano. Ivan Asen II. ga je vsekakor osvojil pred invazijo Mongolov leta 1240/1241. Beograjsko regijo in Severinsko banovino so Ogri ponovno osvojili leta 1246.
Bolgarsko zavezništvo z Nikejskim cesarstvom je doseglo vrh s poroko Ivanove hčerke Elene z bodočim cesarjem Teodorjem II. Laskarisom, sinom Ivana III. Dukasa Vataca Nikejskega. Poroka leta 1235 je sovpadala z obnovitvijo Bolgarskega patriarhata pod Joahimom I. s soglasjem vzhodnih patriarhov. Po poroki sta Ivan Asen II. in Ivan III. skupaj napadla evropski del Latinskega cesarstva in si razdelila osvojeno ozemlje v Trakiji. Smrt Ivana Brienskega leta 1237 je dala Ivanu Asenu novo upanje za intervencijo v Latinskem cesarstvu. Načrtovati je začel poroko svoje hčerke z Balduinom   II. in celo odpeljal domov svojo hčerko Eleno, poročeno z nikejskim prestolonaslednikom. Sprememba politike se je še isto leto izničila, ko je med obleganjem nikejskega mesta Kenofuriona (Çorlu) prejel novico o smrti svoje žene, enega od otrok in tǎrnovskega patriarha. V teh dogodkih je videl znak božjega nezadovoljstva, zato je obleganje prekinil in se vrnil domov. Hčerko Eleno je poslal nazaj k možu v Nikejo.

## Konec vladavine
V zadnjih letih vladavine se Ivan Asen II. ni bil pripravljen odločno opredeliti za eno od strani v vojni med Latinskim in Nikejskim cesarstvom. Četudi je obnovil zavezništvo z Nikejo, je leta 1240 dovolil prehod kumanskih vojaških enot, ki so šle na pomoč latinski vojski.
Po smrti Ane Marije Ogrske se je poročil z Ireno, hčerko Teodorja Epirskega, ki je bil že od leta 1230 v bolgarskem ujetništvu in je bil zaradi zarotništva oslepljen. Po pisanju bizantinskega pisca je Ireno ljubil »nič manj, kot je Mark Antonij ljubil Kleopatro«. Irena je bila pred poroko leta 1237 verjetno že nekaj let njegova priležnica.  S poroko je prekršil cerkvene kanone,  ker je bila njegova hčerka iz prvega zakona poročena z Ireninim stricem Manuelom Solunskim.  Obstaja nekaj dvomljivih dokazov, da je  Bolgarska cerkev nasprotovala poroki in da je bil partriarh Spiridon (ali Visarion) zaradi tega odstavljen  ali celo usmrčen. Teodor je bil po poroki osvobojen. Vrnil se je v Solun, pregnal svojega brata Manuela in za despota imenoval svojega sina Ivana.
Zadnje dokumentirano dejanje Ivana Asena II. je bil poraz kolone mongolske vojske Batu kana, ki se je leta 1241 vračala z Ogrske. Poraz ni bil odločilen, saj so Mongoli že naslednje leto napadli Bolgarijo in jo prisilili na vazalski odnos z Zlato hordo. Ivan Asen je že pred tem 24. junija 1241 umrl.

## Zapuščina
Ivan Asen II. je bil eden od najpomembnejših in najuspešnejših bolgarskih vladarjev.  Po dolgem premoru, ki je trajal od leta 1018, je po uspešnih pogajanjih z Rimom  leta 1235 obnovil avtokefalnost bolgarskega patriarhata, začel kovati prvi bolgarski bakren in zlat denar, ki ni bil imitacija bizantinskega, zatrl razdiralne sile, ki so mučile njegovega predhodnika in v vseh smereh  razširil meje bolgarske države. Poskušal je okrepiti učinkovitost  državne uprave in sklenil trgovinsko pogodbo z Dubrovniško republiko.
Na bojnem polju je bil bolj zadržan in poskušal spore reševati po diplomatski poti. Njegova zunanja politika, zlasti do Latinskega in Nikejskega cesarstva,  je bila precej neskladna. Možno je, da se ni mogel odločiti, kateri od tekmecev je zanj bolj nevaren nasprotnik oziroma bolj koristen zaveznik.  Njegova dejanja, vključno z  zmago nad Epirskim despotatom in dajanjem prednosti Nikejskemu cesarstvu, so zavarovala položaj  slednjega kot naslednika Bizantinskega cesarstva in najmočnejše države, ki je bila sposobna ponovno osvojiti Konstantinopel. Bolgarski vpliv na Srbijo in Solun je po njegovi smrti zamrl.   
Državna uprava, ki jo je zapustil po smrti, se je med vladavino dveh zaporednih mladoletnih cesarjev izkazala kot neučinkovita in je povzročila velike ozemeljske izgube v korist Nikeje, Epirja in Ogrskega kraljestva in zlasti Zlate horde leta 1242. Po drugi strani je težko reči ali bi bil Ivan Asen II. sposoben preprečiti takšen potek dogodkov. Cesar je bil vsekakor zaslužen za obdobje blaginje, notranjega miru in zunanje hegemonije v srednjeveški Bolgariji.

## Družina
Ivan Asen II. je bil poročen trikrat. Prva žena je bila morda Ana ali Anisija, ki jo omenja Sinodik Bolgarske cerkve. Ana je bila morda njegova priležnica in ne zakonska žena. Z njo je imel svoji najstarejši hčerki
- Marijo, poročeno z Manuelon Solunskim, in
- Beloslavo, poročeno s Štefanom Vladislavom I. Srbskim.

Druga žena je bila Ana Marija, hčerka ogrskega kralja Andreja II. in Gertrude Meranijske. Umrla je leta 1237. Z njo je imel več otrok, med njimi
- Eleno, poročeno s Teodorjem II. Dukasom Laskarisom Nikejskim,
- Tamaro, nesojeno zaročenko bodočega cesarja Mihaela VIII. Paleologa,
- Kolomana I. Asena, naslednika, ki je vladal od leta 1241 do 1246, in
- Petra, ki je umrl leta 1237.

S tretjo ženo, Ireno/Kseno, hčerko Teodorja Epirskega in Marije Petralifaine, je imel tri otroke:
- Ano (ali Teodoro), poročeno s sebastokratorjem Petrom (pred 1253),
- Marijo, poročeno z Micom Asenom, bolgarskim cesarjem leta 1256-1257,
- Mihaela I. Asena, bolgarskega cesarja leta 1246-1256.

## Zanimivost
Po Ivanu Asenu II. se imenuje zaliv Ivan Asen Cove na Smithovem otoku v Južnih šetlandskih otokih na Antarktiki.
Pečat Ivana Asena II. je upodobljen na reverzu bolgarskega bankovca za 2 leva, izdanega leta 1999 in 2005.